# Autographa sinooccidentalis
Autographa sinooccidentalis is een vlinder uit de familie van de uilen (Noctuidae). De wetenschappelijke naam van de soort is voor het eerst geldig gepubliceerd in 1979 door Chou & Lu.